# Zingiber georgeae
Zingiber georgeae là một loài thực vật có hoa trong họ Gừng. Loài này được John Donald Mood và Ida Theilade miêu tả khoa học đầu tiên năm 1999 như là Zingiber georgeii.

## Mẫu định danh
Mẫu định danh: Lai Shak Teck 9100265; thu thập ngày 4 tháng 5 năm 1991 ở tọa độ 1°42′59″B 114°11′59″Đ / 1,71639°B 114,19972°Đ, Ulu Baleh, tỉnh Kapit, bang Sarawak, Malaysia. Holotype được lưu giữ tại Cục Lâm nghiệp bang Sarawak ở Kuching, Sarawak (SAR): Giống lấy từ mẫu định danh cũng được trồng tại Trung tâm Nghiên cứu Thực vật ở Semengoh, Hawaii.

## Phân bố
Loài này có trên đảo Borneo, bang Sarawak, Malaysia.

## Mô tả
Chồi lá cao tới 60 cm. Cụm hoa phủ phục với các lá bắc màu da cam.